# Schwabsdorf (Wiegendorf)
Schwabsdorf ist ein Ortsteil von Wiegendorf im Landkreis Weimarer Land in Thüringen.

## Lage
An Schwabsdorf führt südöstlich die Bundesstraße 87 vorüber. Das Dörfchen liegt im Nordwesten von Wiegendorf in einem Ackerbaugebiet zwischen Weimar und Apolda bei 250 Meter über NN.

## Geschichte
Am 22. November 1136 wurde der Ort erstmals als Swavestorpe in einer Urkunde der Gräfin Kunigunde von Beichlingen für das Kloster Oldisleben urkundlich erwähnt.
Haupterwerbszweig der Bewohner war die Landwirtschaft. Früher gab es auch Weinanbau.
Am 1. März 1974 wurde Schwabsdorf ein Ortsteil von Wiegendorf.
Der Ort gehört zum Kirchspiel Mellingen-Umpferstedt.

## Sehenswürdigkeiten
- denkmalgeschützte Dorfkirche

## Persönlichkeiten
- Gotthard Arno Ernst Neumann (1902–1972), Archäologe, Prähistoriker und Hochschullehrer